# Riccardia makinoana
Riccardia makinoana là một loài rêu trong họ Aneuraceae. Loài này được Stephani Yasuda mô tả khoa học đầu tiên năm 1911.